# Helene Mayerová
Helene Mayerová provdaná Helene Falknerová von Sonnenburgová (20. prosince 1910 Offenbach am Main – 15. října 1953 Heidelberg, Německo) byla německá sportovní šermířka, která se specializovala na šerm fleretem.
Německo reprezentovala ve dvacátých a třicátých letech. Na olympijských hrách startovala v roce 1928, 1932 a 1936 v soutěži jednotlivkyň. Na olympijských hrách získala zlatou (1928) a stříbrnou (1936) olympijskou medaili. V roce 1937 získala titul mistryně světa v soutěži jednotlivkyň. S německým družstvem fleretistek vybojovala v roce 1937 druhé místo na mistrovství světa.